# Ołysziwka
Ołysziwka (ukr. Олишівка) – osiedle typu miejskiego na Ukrainie, w obwodzie czernihowskim, w rejonie czernihowskim, siedziba hromady. W 2001 liczyło 2389 mieszkańców, spośród których 2261 wskazało jako ojczysty język ukraiński, 112 rosyjski, 2 mołdawski, 1 bułgarski, 9 białoruski, 1 ormiański, 1 polski, a 2 inny.

## Urodzeni
- Witalij Masoł